# Документалістика сьогодні!
«Документалістика сьогодні!» (англ. Documentary Now!) — американський мок'юментарі телесеріал, створений Фредом Армісеном, Біллом Гейдером, Сетом Маєрсом і Різом Томасом. Прем'єра серіала відбулася 20 серпня 2015 року на IFC. В ролі ведучою виступає Гелен Міррен. Серіал пародіює документальні фільми, повторюючи їх стиль та обираючи подібну, але вигадану тему. Прем'єра третього сезону відбулася 20 лютого 2019 року. 8 квітня 2019 року серіал було продовжено на четвертий сезон, прем’єра якого відбулася 19 жовтня 2022 року.

## Синопсис
Документалістика сьогодні! подає себе як довготривалий цикл документальних фільмів, і починається зі святкування свого 50-го сезону. Гелен Міррен з’являється на початку кожного епізоду, щоб представити «класичний» документальний фільм.

## Епізоди
| Сезон | Епізоди | Епізоди | Оригінальний показ | Оригінальний показ |
| Сезон | Епізоди | Епізоди | Перший показ       | Останній показ     |
| ----- | ------- | ------- | ------------------ | ------------------ |
| 1     | 7       | 7       | 20 серпня 2015     | 24 вересня 2015    |
| 2     | 7       | 7       | 14 вересня 2016    | 26 жовтня 2016     |
| 3     | 7       | 7       | 20 лютого 2019     | 27 березня 2019    |
| 4     | 6       | 6       | 19 жовтня 2022     | 16 листопада 2022  |

### Перший сезон (2015)
| № серії (загалом) | № серії (в сезоні) | Назва серії                                                          | Режисер(и)              | Сценарист(и)                             | Оригінальний фільм             | Оригінальна дата показу | Глядачів U.S. (млн)               |
| --- | ------------------ | -------------------------------------------------------------------- | ----------------------- | ---------------------------------------- | ------------------------------ | ----------------------- | --------------------------------- |
| 1 | 1                  | «Sandy Passage»                                                      | Різ Томас і Алекс Буоно | Сет Маєрс                                | Grey Gardens                   | 20 серпня 2015          | 0.16                              |
| Занурення у повсякденне життя двох старіючих cвітських левиць в їх напівзруйнованому маєтку. Запрошені зірки: Роберт Бенедикт — Ларрі Фейн, Ренді Оглсбі — поліцейський №1, Ерік Неннінґер — поліцейський №2, Сай Річардсон — Девід |                    |                                                                      |                         |                                          |                                |                         |                                   |
| 2 | 2                  | «Kunuk Uncovered»                                                    | Різ Томас і Алекс Буоно | Сет Маєрс                                | Nanook Revisited               | 27 серпня 2015          | 0.25                              |
| Детальний розгляд процесу зйомок документального фільму 1922 року «Kunuk the Hunter», метою якого є з'ясувати, що є реальністю, а що - вигадкою. Запрошені зірки: Джон Слеттері — Вільям Г. Себастіан, Майк О'Браєн — молодий Александер Краусс, Тім Робінсон — молодий Барнабас Скотт, Свейнн Олафур Гуннарссон — Чакал, Вільма Пеллі — Аглаткі Каманік, Лінда Портер — Мередіт Себастіан |                    |                                                                      |                         |                                          |                                |                         |                                   |
| 3 | 3                  | «DRONEZ: Полювання на Ель Чінґона» «DRONEZ: The Hunt for El Chingon» | Різ Томас і Алекс Буоно | Даффі Будро, Білл Гейдер і Роб Клейн     | Документальні сюжети VICE News | 3 вересня 2015          | 0.11                              |
| Хіпстерська медіа-імперія DRONEZ відправляє ряд безстрашних журналістів на пошуки найбільш розшукуваного наркобарона в Мексиці. Запрошені зірки: Джек Блек — Джеймісон Френд, Ty Dolla $ign в ролі самого себе, Луїс Фернандес-Гіл — професор Альфонсо Діас, Стівен Майкл Кезада — Ель Чінґон                                                                                              |                    |                                                                      |                         |                                          |                                |                         |                                   |
| 4 | 4                  | «The Eye Doesn't Lie»                                                | Різ Томас і Алекс Буоно | Білл Гейдер і Джон Малейні               | The Thin Blue Line             | 10 вересня 2015         | 0.09                              |
| Розслідування засудження невинного чоловіка до смертної кари за вбивство 1976 року. Запрошені зірки: Гарі Краус — детектив Петтібон, Ван Епперсон — детектив Померанс, Дейл Діккі — Джоель Феллвезер, Нейтан Барнатт — зазивала, Седрік Ярбро — власник ломбарду, Деб Гітт — Марджорі Йодер.                                                                                               |                    |                                                                      |                         |                                          |                                |                         |                                   |
| 5 | 5                  | «A Town, a Gangster, a Festival»                                     | Різ Томас і Алекс Буоно | Сет Маєрс і Фред Армісен                 | Невідомо                       | 17 вересня 2015         | 0.16                              |
| Група документалістів вирушає на щорічний фестиваль на честь Аль Капоне в ісландському Арборзі. Запрошені зірки: Ейді Брайант — Енн Северіно |                    |                                                                      |                         |                                          |                                |                         |                                   |
| 6—7 | 6—7                | «Gentle & Soft: The Story of the Blue Jean Committee, Parts 1 & 2»   | Різ Томас і Алекс Буоно | Фред Армісен, Білл Гейдер і Ерік Кенвард | History of the Eagles          | 24 вересня 2015         | 0.11 (частина 1) 0.10 (частина 2) |
| Документальний фільм про зліт і падіння софт-рок групи "The Blue Jean Committee". Запрошені зірки: Ірвінг Азофф — Алвін Ізофф; Пола Пелл — Петті Скровачевські; Вільям Ерл Браун — Мітч Драгандо; Джефф Дусетт — Гордо; Кемерон Кроу, Чак Клостерман, Деріл Холл, Кенні Логгінс, гурт Haim, Майкл Макдональд в ролі самих себе                                                             |                    |                                                                      |                         |                                          |                                |                         |                                   |

### Другий сезон (2016)
| № серії (загалом) | № серії (в сезоні) | Назва серії                                                  | Режисер(и)              | Сценарист(и)                | Оригінальний фільм                         | Оригінальна дата показу | Глядачів U.S. (млн)                 |
| --- | ------------------ | ------------------------------------------------------------ | ----------------------- | --------------------------- | ------------------------------------------ | ----------------------- | ----------------------------------- |
| 8 | 1                  | «Бункер» «The Bunker»                                        | Різ Томас і Алекс Буоно | Джон Малейні                | The War Room                               | 14 вересня 2016         | 0.12                                |
| За кулісами виборчої кампанії Бена Герндона на посаду губернатора штату Огайо 1992 року. Запрошені зірки: Ван Епперсон — Бен Герндон, Вейн Федерман — Марк Візел |                    |                                                              |                         |                             |                                            |                         |                                     |
| 9 | 2                  | «Хуан любить рис з куркою» «Juan Likes Rice & Chicken»       | Різ Томас і Алекс Буоно | Сет Маєрс                   | Jiro Dreams of Sushi                       | 21 вересня 2016         | 0.11                                |
| Розповідь про строгого власника віддаленого колумбійського ресторану, відомого своїм рецептом рису з куркою, та про його сина, якого він готує до перейняття сімейного бізнесу. Запрошені зірки: Девід Чанг і Джонатан Голд у ролі самих себе, Гарві Гіллен — Мануель                                                               |                    |                                                              |                         |                             |                                            |                         |                                     |
| 10 | 3                  | «Parker Gail's Location Is Everything»                       | Різ Томас і Алекс Буоно | Джон Малейні й Білл Гейдер  | Swimming to Cambodia                       | 28 вересня 2016         | 0.11                                |
| Паркер Гейл виконує монолог (потік свідомості) про день, коли його вигнали з квартири в Нью-Йорку. Запрошені зірки: Пітер Брейтмайер — член комісії з умовно-дострокового звільнення, Майк Дамус — доктор Ян, Леннон Пархем — Рамона                                                                                                |                    |                                                              |                         |                             |                                            |                         |                                     |
| 11 | 4                  | «Продавець глобусів» «Globesman»                             | Різ Томас і Алекс Буоно | Сет Маєрс                   | Salesman                                   | 5 жовтня 2016           | 0.13                                |
| Чотири комівояжера з 60-х років намагаються продати глобуси незацікавленим людям. Запрошені зірки: Гарі Краус — регіональний менеджер з продажу Ґас МакМайклз, Тоні Форсмарк — Боб Кемпбелл, Джо Говард — Дейл Бінґем, Білл Смітрович — Майк Станкович, Лінда Портер — літня жінка в ліжку, Кіфф ВанденХювел — батько гарячої дочки |                    |                                                              |                         |                             |                                            |                         |                                     |
| 12 | 5                  | «Остання передача» «Final Transmission»                      | Різ Томас і Алекс Буоно | Фред Армісен & Ерік Кенвард | Stop Making Sense, Big Time (один сегмент) | 12 жовтня 2016          | 0.120                               |
| Останній концерт гурту нової хвилі Test Pattern у 1987 році. Запрошені зірки: Мая Рудольф — Аніта, Сенон Вільямс — гітаріст / перкусіоніст, Гел Віллнер — Ута Кірша, Джон Вюрстер — ударник, Пол Томас Андерсон — Гаррісон Рензі (голос)                                                                                            |                    |                                                              |                         |                             |                                            |                         |                                     |
| 13—14 | 6—7                | «Mr. Runner Up: My Life as an Oscar Bridesmaid, Parts 1 & 2» | Різ Томас і Алекс Буоно | Джон Малейні й Білл Гейдер  | The Kid Stays in the Picture               | 26 жовтня 2016          | 0.062 (частина 1) 0.090 (частина 2) |
| Відвертий мемуар легенди Голлівуду Джеррі Валлаха про його 40-річний шлях до премії «Оскар». Запрошені зірки: Пітер Богданович, Фей Данавей, Міа Ферроу, Пітер Фонда, та Енн Гетевей в ролі самих себе; Бентон Дженнінгс — пихатий багатій; Сем Панкейк — Ед Брюле; Джейк Лукас — Стівен Дюмон; Лаура Белл Банді — Бріджит Бейлі    |                    |                                                              |                         |                             |                                            |                         |                                     |

### Третій сезон (2019)
| № серії (загалом) | № серії (в сезоні) | Назва серії                                                 | Режисер(и)              | Сценарист(и)              | Оригінальний фільм                      | Оригінальна дата показу | Глядачів U.S. (млн)                 |
| --- | ------------------ | ----------------------------------------------------------- | ----------------------- | ------------------------- | --------------------------------------- | ----------------------- | ----------------------------------- |
| 15—16 | 1—2                | «Batsh*t Valley, Parts 1 & 2»                               | Алекс Буоно             | Сет Маєрс                 | Wild Wild Country , The Source Family   | 20 лютого 2019          | 0.135 (частина 1) 0.135 (частина 2) |
| Культ порушує спокійне життя в маленькому місті Чінук, штат Орегон. Запрошені зірки: Оуен Вілсон — Отець Ра-Шавбард, Майкл Кітон — агент ФБР Білл Досс, Некар Задеган — Ра-Шарір, Гарі Краус — агент ФБР Ларрі Купер, Ван Епперсон — Роджер Смут, Деб Гітт — Мардж Міддлтон, Конні Чан у ролі самої себе           |                    |                                                             |                         |                           |                                         |                         |                                     |
| 17 | 3                  | «Original Cast Album: Co-Op»                                | Алекс Буоно             | Джон Малейні й Сет Маєрс  | Original Cast Album: Company            | 27 лютого 2019          | 0.103                               |
| Сесія запису нещасливого бродвейського мюзиклу 1970 року Co-op, про радощі та болі Нью-Йоркського ОСББ. Запрошені зірки: Таран Кіллем — Бенедікт Джуніпер, Джон Малейні — Саймон Соєр, Джеймс Урбаняк — Говард Пайн, Алекс Брайтман — Кенні, Річард Кайнд — Ларрі, Пола Пелл — Патті, Рене Еліз Ґолдсберрі — Ді Ді |                    |                                                             |                         |                           |                                         |                         |                                     |
| 18 | 4                  | «Waiting for the Artist»                                    | Алекс Буоно й Різ Томас | Сет Маєрс                 | Marina Abramović: The Artist is Present | 6 березня 2019          | 0.098                               |
| Всесвітньо відома перформерка готується до великої ретроспективи своєї кар'єри та примиряється з колишнім коханцем і партнером, з яким вона не бачилась 20 років. Запрошені зірки: Кейт Бланшетт — Ізабелла Барта, Тьєррі Гетта в ролі самого себе                                                                 |                    |                                                             |                         |                           |                                         |                         |                                     |
| 19 | 5                  | «Searching for Mr. Larson: A Love Letter from the Far Side» | Алекс Буоно             | Даффі Будро й Білл Гейдер | Dear Mr. Watterson                      | 13 березня 2019         | 0.096                               |
| Схиблений фанат коміксу The Far Side вирушає у подорож, щоб зустрітись з його творцем, Гарі Ларсоном. |                    |                                                             |                         |                           |                                         |                         |                                     |
| 20 | 6                  | «Long Gone»                                                 | Алекс Буоно й Різ Томас | Ерік Кенвард              | Let's Get Lost                          | 20 березня 2019         | 0.118                               |
| Розповідь про ексцентричного джаз гітариста Рекса Лоґана. Запрошені зірки: Наташа Лайонн — Карла Меола |                    |                                                             |                         |                           |                                         |                         |                                     |
| 21 | 7                  | «Any Given Saturday Afternoon»                              | Алекс Буоно             | Зак Канін і Тім Робінсон  | A League of Ordinary Gentlemen          | 27 березня 2019         | 0.090                               |
| Після відродження неіснуючої ліги боулінгу, троє найвидатніших чемпіонів збираються разом, щоб знов взяти участь у змаганні. Запрошені зірки: Кевін Данн — Роб Сігер, Майкл Голл — Біллі Мей Демпсі, Тім Робінсон — Рік Кенмор, Боббі Мойнахан — Ларрі Гавбургер                                                   |                    |                                                             |                         |                           |                                         |                         |                                     |

### Четвертий сезон (2022)
| № серії (загалом) | № серії (в сезоні) | Назва серії                                                       | Режисер(и)                 | Сценарист(и)                 | Оригінальний фільм                                                                          | Оригінальна дата показу | Глядачів U.S. (млн) |
| --- | ------------------ | ----------------------------------------------------------------- | -------------------------- | ---------------------------- | ------------------------------------------------------------------------------------------- | ----------------------- | ------------------- |
| 22—23 | 1—2                | «Солдат ілюзії, частина 1 і 2» «Soldier of Illusion, Parts 1 & 2» | Алекс Буоно й Різ Томас    | Джон Малейні                 | Burden of Dreams, Grizzly Man, Into the Abyss, Little Dieter Needs to Fly, та My Best Fiend | 19 жовтня 2022          | н/д                 |
| Режисер знімає документальний фільм про корінних жителів Уральських гір, одночасно знімаючи пілотний епізод ситкому. Запрошені зірки: Александр Скашґорд — Райнер Волц, Гана Баярсайкан — Машо, Кевін Бішоп — Гері Джекс, Ніколас Браун — Кевін Баттерман, Авґуст Діль — Дітер Даймлер. |                    |                                                                   |                            |                              |                                                                                             |                         |                     |
| 24 | 3                  | «Дві перукарки в Беггліпорті» «Two Hairdressers in Bagglyport»    | Алекс Буоно й Різ Томас    | Сет Маєрс                    | Three Salons at the Seaside , The September Issue                                           | 26 жовтня 2022          | н/д                 |
| Спостереження за перукарнею в маленькому прибережному місті Беггліпорт, під час підготовки щорічного альбому зачісок. Запрошені зірки: Кейт Бланшетт — Еліс, Гаррієт Волтер — Едвіна |                    |                                                                   |                            |                              |                                                                                             |                         |                     |
| 25 | 4                  | «Як вони кидали каміння» «How They Threw Rocks»                   | Алекс Буоно й Різ Томас    | Сет Маєрс                    | When We Were Kings                                                                          | 2 листопада 2022        | н/д                 |
| Хроніка протистояння у (вигаданому) валлійському спорті Крейг Мейс ("Польовий камінь" - схоже на вишибали, але з камінням) 1974 року, яке назвали "Динь-Вбивця проти Злочинця" у (вигаданому) селі Ллагоелвін на Врсті у Вельсі. Запрошені зірки: Джонатан Прайс — Оуен Тіл-Гріффіт, Джон Ріс-Девіс — Гарт Дейвіс-Ґруффудд, Том Джонс — Бев Тернер, Тристан Гравель — Елвін 'Еллі' Льюїс-Іфанс |                    |                                                                   |                            |                              |                                                                                             |                         |                     |
| 26 | 5                  | «Моя мавпа-шахрайка» «My Monkey Grifter»                          | Алекс Буоно                | Сет Маєрс                    | My Octopus Teacher, Koko: A Talking Gorilla                                                 | 9 листопада 2022        | н/д                 |
| У режисера (Джеймі Деметріу) формується глибокий, емоціональний, і фінансово обтяжливий зв'язок з мавпою. |                    |                                                                   |                            |                              |                                                                                             |                         |                     |
| 27 | 6                  | «У пошуках фрісону» «Trouver Frisson»                             | Алекс Буоно й Міка Гарднер | Метт Пакульт і Тамсін Раваді | The Gleaners and I, The Beaches of Agnès                                                    | 16 листопада 2022       | н/д                 |
| Знаменита французька режисерка намагається з'ясувати, чому вона більше не відчуває "фрісон" - мурашки по шкірі, які завжди були її путівником. Запрошені зірки: Ліліан Ровер — Іда Леос, Рональд Гаттман, Гарі Краус — м'ясник Хоуї, Верона Вербакел — Беатріс Лемютт, Паола Зампьєроло — молода Іда Леос.                                                                                     |                    |                                                                   |                            |                              |                                                                                             |                         |                     |

## Виробництво

### Передісторія
Ідея створення серіалу виникла після зйомок короткометражного фільму для Суботнього вечора в прямому ефірі, де Армісен, Гейдер і Маєрс були акторами. У 2013 році в епізоді 38-го сезону з Вінсом Воном, Армісен і Гейдер зіграли старіючих британських панк-рок зірок у скетчі під назвою «Історія панку: Іен Раббіш і Bizzaros». Гейдер заявив, що найбільшим джерелом натхнення для серіалу були мок'юментарі Вуді Аллена: «Хапай гроші і тікай» (1969) і «Зеліґ» (1983). Під час зародження Документалістики сьогодні! Гейдер надіслав DVD-копії фільмів Аллена Різу Томасу та співрежисеру Алексу Буоно. Гейдер сказав: «Я сказав їм: «Такий настрій шоу: дуже серйозний, дуже сухий, але з божевільними жартами й шаленими моментами. Краще не підморгувати аудиторії занадто сильно.» 

### Розробка
20 березня 2014 року було оголошено, що IFC замовила перший сезон серіалу, який буде складатись з шести епізодів. Виконавчими продюсерами стали Лорн Майклз, Сет Маєрс, Фред Армісен і Білл Гейдер. Продюсерською компанією, залученою до створення серіалу стала Broadway Video, а режисером мав стати Різ Томас. Сет Маєрс розповів в інтерв’ю Collider, що замовлення на шість епізодів обмежило перший сезон шоу. Він заявив, що вони не змогли підробити документальні фільми Майкла Мура або документальний міні-серіал HBO «The Jinx: The Life and Deaths of Robert Durst» (Таємниці мільярдера). Маєрс пояснив: «The Jinx вийшов занадто пізно для нас. Ми майже намагалися його зняти. Ми багато говорили про такий документальний фільм, в якому режисер збирається зняти документальний фільм, а потім, дуже повільно, стає зрозуміло, що документальний фільм про нього самого.»  Продюсери також відмовилися робити ще один «This Is Spinal Tap»-подібний фільм і свідомо уникали будь-якої подібності в монтажі чи стилі. Армісен прокоментував: «Spinal Tap створив такий чудовий прецедент, що нам довелося остерігатися повторень тих самих особливостей. Це один із найкращих фільмів усіх часів» 
31 липня 2015 року під час щорічного літнього прес-туру Асоціації телевізійних критиків було оголошено, що Маєрс, Гейдер і Армісен стануть сценаристами серіалу, а Томас і Ендрю Сінгер - додатковими виконавчими продюсерами. 18 серпня 2015 року було повідомлено, що IFC продовжила серіал на другий і третій сезони. Крім того, повідомлялося, що Різ Томас є спів-творцем серіалу, й також мав виконувати роль режисера разом з Алексом Буоно. Джон Малейні мав стати продюсером-консультантом, а Ерік Кенвард — продюсером-супервайзером. 27 серпня 2015 року було оголошено, що IFC вирішила відкласти прем’єру другого епізоду «DRONEZ: Полювання на Ель Чінґона» після прямої трансляції вбивства двох співробітників телевізійної станції у Вірджинії напередодні. Епізод «Kunuk Uncovered», спочатку запланований вийти третім, транслювався замість нього.
1 серпня 2018 року було оголошено, що прем'єра третього сезону відбудеться 20 лютого 2019 року. Також повідомили, що один із епізодів матиме назву «Waiting for the Artist» і пародіюватиме документальний фільм «Marina Abramovic: The Artist is Present». Пізніше того ж місяця було оголошено, що інший епізод під назвою «Original Cast Album: Co-Op» пародіюватиме документальний фільм Пеннебейкера 1970 року «Original Cast Album: Company». 6 вересня 2018 року було анонсовано ще дві серії третього сезону. Епізод під назвою «Any Given Saturday Afternoon» був описаний як пародія на документальний фільм 2006 року «A League of Ordinary Gentlemen» і мав задіяти запрошених зірок, зокрема Кевіна Данна, Майкла Голла, Тіма Робінсона та Боббі Мойнахана. Інший епізод під назвою «Long Gone» був описаний як пародія на документальний фільм 1988 року «Let's Get Lost», і очікувалося, що Наташа Лайонн зіграє головну роль. 10 жовтня 2018 року було оголошено, що прем’єрний епізод третього сезону матиме назву «Batsh*t Valley» і що він буде пародією на «Wild Wild Country» і «The Source Family».

### Кастинг
Разом з оголошенням про замовлення серіалу було підтверджено, що в серіалі знімуться Фред Армісен і Білл Гейдер. 1 серпня 2018 року було оголошено, що Кейт Бланшетт зіграє запрошену роль в епізоді третього сезону «Waiting for the Artist» в ролі Барти, перфомерки. Пізніше того ж місяця було повідомлено, що Таран Кіллем, Джон Малейні, Джеймс Урбаняк, Алекс Брайтман, Річард Кайнд, Пола Пелл і Рене Еліз Ґолдсберрі з’являться в третьому сезоні в епізоді «Original Cast Album: Co-Op». 6 вересня 2018 року було оголошено запрошених зірок наступного сезону: Кевін Данн, Майкл Голл, Тім Робінсон та Боббі Мойнахан з'являться в епізоді «Any Given Saturday Afternoon»; Наташа Лайонн — в епізоді «Long Gone». 10 жовтня 2018 року було оголошено, що Оуен Вілсон, Майкл Кітон і Некар Задеган візмуть участь у прем’єрному епізоді третього сезону «Batsh*t Valley».

### Зйомки
Два епізоди першого сезону були зняті в Ісландії, а «DRONEZ: Полювання на Ель Чінґона» — у Тіхуані. Для зйомок епізоду другого сезону «Final Transmission», знімальна група Документалістики сьогодні! влаштувала справжній концерт (що залучив близько 1000 людей), на якому Армісен, Гейдер і запрошена зірка Мая Рудольф виступили як група, натхненна Talking Heads. Епізод третього сезону «Waiting for the Artist» знімали в Будапешті, столиці Угорщини, в середині 2018 року.

## Реліз

### Маркетинг
17 січня 2019 року вийшов офіційний трейлер третього сезону.

### Прем'єри
27 січня 2019 року в Єгипетському театрі в Парк-Сіті, штат Юта, під час кінофестивалю Sundance 2019 відбулася прем'єра третього сезону. На прем’єрі були показані епізоди «Waiting for the Artist» і «Original Cast Album: Co-Op».
У лютому 2022 року було анонсовано четвертий сезон серіалу, прем’єра якого відбулася 19 жовтня 2022 року 
Напередодні телевізійної трансляції епізоди «Моя мавпа-шахрайка», «Дві перукарки в Беггліпорті» та «У пошуках фрісону» були показані на Міжнародному кінофестивалі в Торонто 9 вересня 2022 року 

## Відгуки й критика

### Відгуки критиків
| Сезон | Сезон | Відгуки критиків   | Відгуки критиків |
| Сезон | Сезон | Rotten Tomatoes    | Metacritic       |
| ----- | ----- | ------------------ | ---------------- |
|       | 1     | 90% (29 відгуків)  | 79 (32 відгуки)  |
|       | 2     | 93% (15 відгуків)  | 74 (7 відгуків)  |
|       | 3     | 100% (23 відгуки)  | 88 (8 відгуків)  |
|       | 4     | 100% (10 відгуків) | 82 (10 відгуків) |

#### Сезон 1
Перший сезон отримав позитивні відгуки критиків. На сайті-агрегаторі рецензій Rotten Tomatoes рейтинг сезону становить 90% із середньою оцінкою 7,89 із 10 на основі 29 відгуків. Критичний консенсус сайту стверджує: «серіал Документалістика сьогодні!, який може похвалитися талановитим акторським складом і продуманим сценарієм, — це розумна пародія документального кіно, хоча деякі можуть опинитися поза межами цього гумору». Metacritic присвоїв сезону середньозважену оцінку 79 зі 100 на основі 32 рецензій, що вказує на «здебільшого схвальні відгуки».
У своєму звіті за підсумками року The New York Times назвала Документалістику сьогодні! одним з «Найкращих телешоу 2015 року». «Цей серіал, який вийшов у серпні, — пише критик Times Ніл Гензлінгер, — складається не з реальних документальних фільмів, а з пародій на реальні документальні фільми. Хоча це, звичайно, смішно» 

#### Сезон 2
Другий сезон критики зустріли позитивними відгуками. На сайті-агрегаторі рецензій Rotten Tomatoes рейтинг сезону становить 93% із середньою оцінкою 7,84 із 10 на основі 15 відгуків. Критичний консенсус сайту стверджує: «З надзвичайною увагою до деталей, Документалістика сьогодні! продовжує свою веселу данину старовинним документальним фільмам, демонструючи різноманітні таланти творців Гейдера та Армісена, увінчані блискучим драматичним вступом Гелен Міррен». Metacritic поставив сезону середньозважену оцінку 74 зі 100 на основі 7 рецензій, що вказує на «здебільшого схвальні відгуки».

#### Сезон 3
Третій сезон отримав схвалення критиків. На сайті Rotten Tomatoes сезон отримав 100% рейтинг схвалення із середнім рейтингом 9,29 із 10 на основі 23 відгуків. Критичний консенсус вебсайту гласить: «Гостро критикуючи жанр і однаково захоплюючись його темами, Документалістика сьогодні! досягла успіху в створенні мок'юментарі під спритним керівництвом Різа Томаса та Алекса Буоно». Metacritic поставив сезону середньозважену оцінку 88 зі 100 на основі 8 рецензій, вказуючи на «загальне визнання».

#### Сезон 4
Четвертий сезон також отримав схвальні відгуки критиків. На Rotten Tomatoes сезон отримав 100% рейтинг схвалення, критичний консенсус сайту стверджує: «Документалістика сьогодні!, яка зберігає свою їдку нешанобливість та бадьорість,  — це абсолютна насолода для шанувальників документального кіно та вибухової комедії». Metacritic, який використовує середньозважену оцінку, поставив сезону оцінку 82 зі 100 на основі 10 рецензій, відзначаючи «загальне визнання». У журналі Vanity Fair Тара Аріано написала: «Навіть та серія Документалістики сьогодні!, яка вражає не на всіх рівнях, є насолодою для очей; і лише 23 хвилини кожна, ці епізоди є надзвичайно складними творами мініатюрного мистецтва».

### Нагороди та номінації
| Рік  | Нагорода                           | Категорія                                    | Номінант(и) | Результат | Посилання            |
| ---- | ---------------------------------- | -------------------------------------------- | --- | --------- | -------------------- |
| 2016 | Прайм-тайм премія «Еммі»           | Найкраще комедійне скетч-шоу                 | Документалістика сьогодні!                                                                                                 | Номінація | [ 53 ]               |
| 2016 | Critics' Choice Television Awards  | Найкраща чоловіча роль в комедійному серіалі | Білл Гейдер | Номінація | [ 54 ]               |
| 2017 | Премія Гільдії сценаристів Америки | Комедія/Естрада – Скетч-шоу                  | Фред Армісен, Білл Гейдер, Ерік Кенвард, Джон Малейні та Сет Маєрс                                                         | Номінація | [ 55 ]               |
| 2017 | Прайм-тайм премія «Еммі»           | Найкраще комедійне скетч-шоу                 | Документалістика сьогодні!                                                                                                 | Номінація | [ 56 ]               |
| 2019 | Прайм-тайм премія «Еммі»           | Найкраще комедійне скетч-шоу                 | Документалістика сьогодні!                                                                                                 | Номінація | [ 57 ]               |
| 2019 | Прайм-тайм премія «Еммі»           | Найкращий сценарій розважальної програми     | Джон Малейні та Сет Маєрс                                                                                                  | Номінація | [ 58 ]               |
| 2019 | Прайм-тайм премія «Еммі»           | Найкраща оригінальна музика і слова          | Елі Болін, Сет Маєрс і Джон Малейні за пісню: «Holiday Party (I Did a Little Cocaine Tonight)», Original Cast Album: Co-Op | Номінація | [ 59 ]               |
| 2019 | Прайм-тайм премія «Еммі»           | Найкраща режисура розважальної програми      | Алекс Буоно та Різ Томас за «Waiting for the Artist»                                                                       | Номінація | [ 59 ]               |
| 2023 | Премія Пібоді                      | Розваги                                      | Broadway Video за IFC | Номінація | [ 60 ] [ 61 ] [ 62 ] |

### Домашні ЗМІ
Перші два сезони були випущені Mill Creek Entertainment на DVD та Blu-ray 14 серпня 2018 року. Епізод «Globesman» був включений як бонус до видання фільму Salesman 1969 року на Blu-ray Criterion Collection ; «Original Cast Album: Co-Op» був включений як бонус до видання фільму Original Cast Album: Company на DVD та Blu-ray Criterion Collection. Також було додано запис возз’єднання акторського складу та знімальної групи епізоду.

### Саундтрек
Саундтрек до епізоду «Co-Op» третього сезону був доступний як справжній альбом у 2019 році (прибуток було передано Broadway Cares/Equity Fights AIDS).